# XVII. János pápa
XVII. János (Róma, ? – Róma, 1003. november 6.) léphetett fel a pápai trónra 142.-ként a történelem folyamán. Pontifikátusa mindössze szűk öt hónapon keresztül tartott.

## Róma
Eredetileg Sicco néven született Rómában, a Crescentiusok rokonaként. Mielőtt felszentelték volna megházasodott és három fia is született, akik mindannyian egyházi szolgálatba álltak. II. Szilveszter pápa halálakor (1003. május 12.) nem volt olyan hatalom Rómában, amely megfékezhette volna a nemeseket. Így a Crescenzi-párt megszerezte a vezetést, és Giovanni Crescenzi került hatalomra, annak a patríciusnak a fia, akit III. Ottó német-római császár megöletett. A három következő pápa neki köszönheti megválasztását. Ezek közül elsőnek a római Siccót választották meg. 1003. június 13-án szentelték fel, de november 6-án meg is halt. Uralkodásáról nem maradtak fenn adatok.

## Művei
- nincsenek Documenta Catholica Omnia (latin nyelven). (Hozzáférés: 2011. december 6.)